# Corymbia cliftoniana
Corymbia cliftoniana é uma espécie de árvore endêmica do norte da Austrália. Seus ramos e troncos possui uma casca grossa e áspera, suas folhas são estreitas e, quando adultas, ficam em forma de lança, tem flores brancas e pequenos frutos esféricos.

## Descrição
É uma árvore que normalmente atinge uma altura de 8 a 12 metros e forma um lignotúber. As plantas jovens têm folhas em formato oval, posteriormente em forma de lança, que são densamente peludas em ambos os lados. As folhas adultas têm o mesmo tom de verde fosco. Os botões florais estão dispostos nas extremidades dos ramos em um pedúnculo, cada ramo do pedúnculo contem sete botões nos pedicelos. Os botões maduros são ovais a em forma de pera. A floração ocorre em janeiro e as flores tem uma coloração branca. O fruto é uma cápsula.

## Taxonomia
Esta planta foi formalmente descrita pela primeira vez em 1919 por William Vincent Fitzgerald no livro de Joseph Maiden , ''A Critical Revision of the Genus Eucalyptus", e recebeu o nome de Eucalyptus cliftoniana. Em 1995, Kenneth Hill e Lawrence Alexander Sidney Johnson mudaram o nome para Corymbia cliftoniana no jornal Telopea. Seu epíteto específico (cliftoniana) homenageia RC Clifton, um funcionário público da Austrália Ocidental. 

## Distribuição e habitat
C. cliftoniana cresce em penhascos e em rochas sedimentares desde Derby, na região de Kimberley, na Austrália Ocidental, até a região do Rio Victoria no Território do Norte. Ela também é comum na Cordilheira Bungle Bungle.  